# 拉斯蒂克堡
拉斯蒂克堡（法語：Bourg-Lastic，法語發音：[buʁ lastik]），法国中部市镇，位于奥弗涅-罗讷-阿尔卑斯大区多姆山省，隶属于里永区，其市镇面积为40.46平方公里，2022年1月1日时人口数量为873人，在法国城市中排名第11,106位。
拉斯蒂克堡位于多姆山省西部，与科雷兹省接壤，是一个区域性的中心集镇，横穿法国中部的国道N89线经过此地。

## 地名来源
“Lastic”一名的来源及含义尚有待考证。在拉斯蒂克堡成立之初，当地的官方名称拼写曾为“Bourglastic”。
拉斯蒂克堡所在区域历史上曾通行奥克语奥弗涅方言，当地在奥克语维基百科及Openstreetmap中被标记为“Lo Broc”。

## 历史
拉斯蒂克堡历史上长期为奥弗涅的一处领地，法国大革命后成为多姆山省的一个市镇。1872年，拉斯蒂克堡的北部“Lastic”村庄独立成为市镇；东部的部分村落则与默塞的部分区域划出整合成为圣叙尔皮斯。2017年，拉斯蒂克堡由克莱蒙费朗区划至里永区。

## 地理

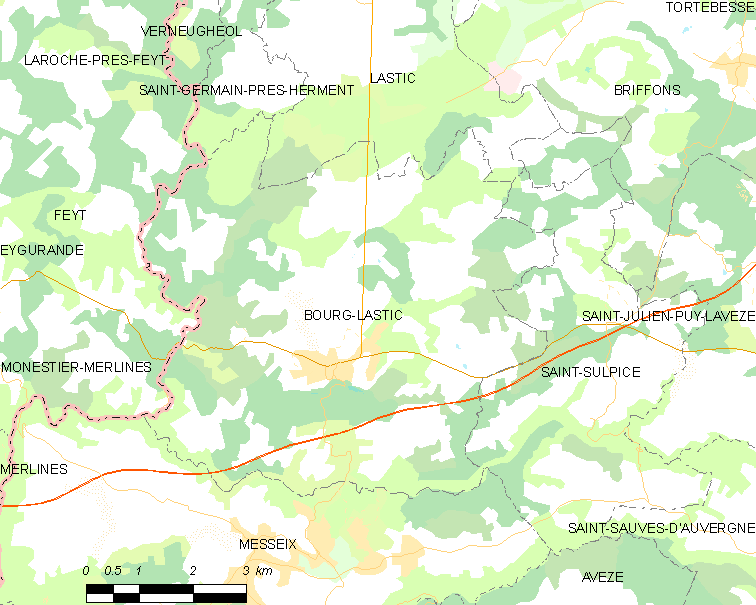
拉斯蒂克堡市镇范围地图

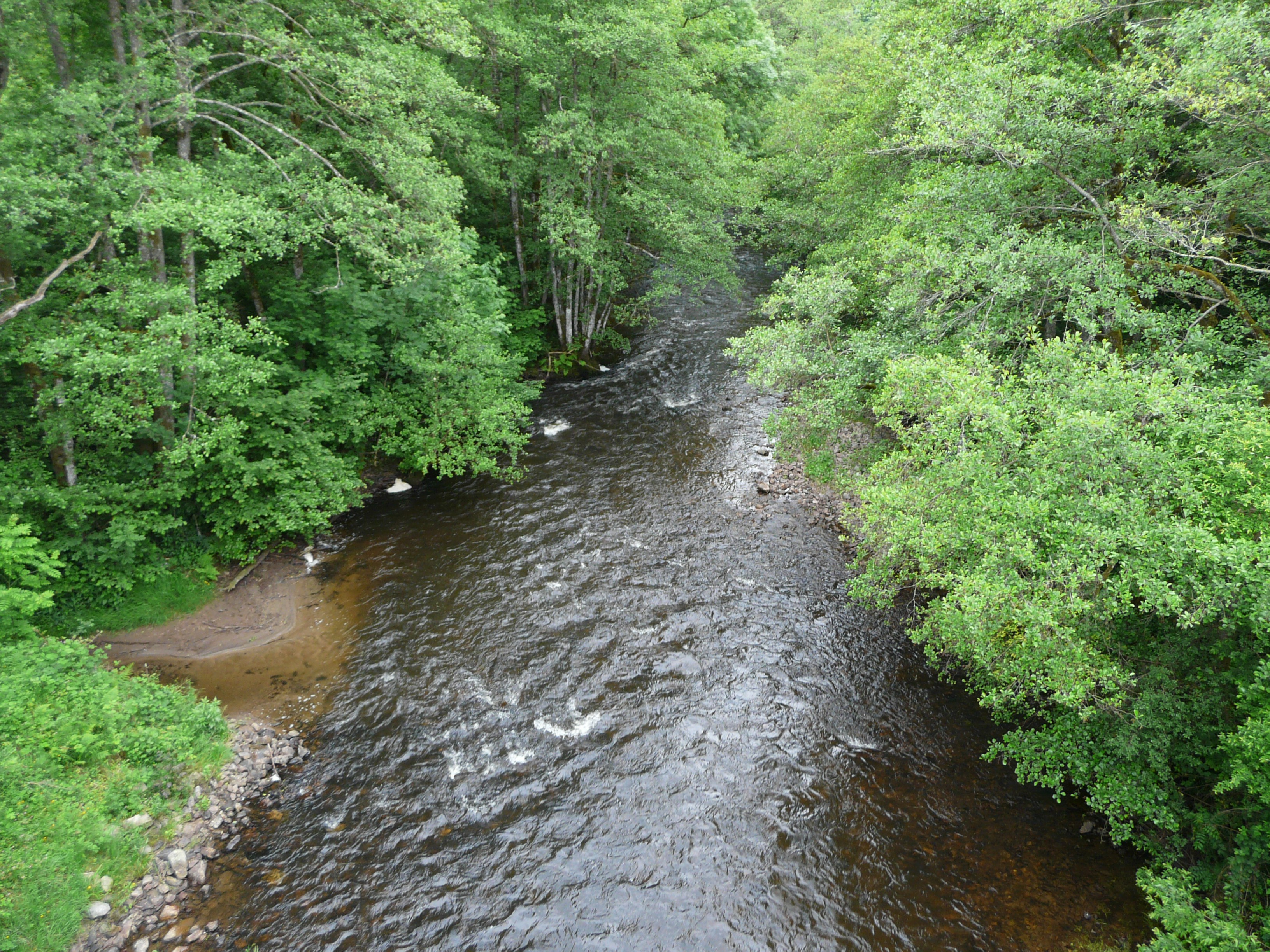
沙瓦农河谷，左侧为拉斯蒂克堡

拉斯蒂克堡位于法国中南部，奥弗涅-罗讷-阿尔卑斯大区西部和多姆山省西部，距离省会克莱蒙费朗大约53公里。与拉斯蒂克堡接壤的市镇包括：默塞、费镇 (科雷兹省)、拉罗克普雷费、莫内斯捷梅利讷、布里丰、拉斯蒂克、埃尔芒附近圣日耳曼、圣叙尔皮斯。

### 地形
拉斯蒂克堡位于法国中央高原腹地，境内以山地和丘陵为主，市镇中心地势较为平坦，全境海拔在637到931米之间。

### 水文
拉斯蒂克堡位于加龙河流域范围内，沙瓦农河自北向南流经市镇西界，其左岸支流堡水（l'eau du Bourg）流经镇中心附近。

### 植被
拉斯蒂克堡属于温带阔叶混交林区，林地广泛分布于市镇范围内的山地及河谷地区。
在鲜花城市的评比中，拉斯蒂克堡暂未被评级。

### 气候
拉斯蒂克堡在柯本气候分类法中属于带有温带海洋性气候特征的山地气候。

## 行政区划
拉斯蒂克堡的市镇编号为63048，邮政编号为63760。
在行政管理方面，拉斯蒂克堡隶属于法国奥弗涅-罗讷-阿尔卑斯大区多姆山省里永区；在地方选举方面，拉斯蒂克堡隶属于圣乌尔斯县，其市镇范围全境被划入多姆山省第二选区；在社会管理方面，拉斯蒂克堡是沙瓦农-孔布拉耶和火山市镇公共社区的组成部分。
法国国家统计与经济研究所（简称）在进行数据统计时，未将拉斯蒂克堡划入任何城市核心区、城市区及城市辐射区（）内。此外，还将拉斯蒂克堡市镇整体看作一个“块区”（IRIS），以便于统计人口分布情况。

## 交通

### 公路
多姆山省省道D2089线（原国道N89线）以及省道D607线和D987线在拉斯蒂克堡境内交汇。奥弗涅-罗讷-阿尔卑斯大区下属的城际客运提供巴士线路，可前往周边部分市镇。
2018年，59.7%的拉斯蒂克堡家庭拥有至少一辆私人汽车。2019年，拉斯蒂克堡境内共发生各类交通事故2起，造成1人遇难，8人受伤。
| 25 | 12 |

| 克莱蒙费朗 | 52 |

| 里永 | 64 |

| 于塞勒 | 28 |

### 铁路
拉斯蒂克堡位于埃居朗德-梅尔利讷－克莱蒙费朗铁路上，该铁路拉斯蒂克堡附近的路段已于2014年关闭。
距离拉斯蒂克堡最近的运营中的客运铁路车站为27公里外的于塞勒站，该站开行前往布里夫拉盖亚尔德及利摩日方向的区域列车。

### 航空
距离拉斯蒂克堡最近的民用航空站为克莱蒙机场，距离拉斯蒂克堡市中心的公路里程约62公里。

### 城市公共交通
截至2022年8月，拉斯蒂克堡暂无城市公共交通系统。

## 政治
拉斯蒂克堡的现任市长为让-弗朗索瓦·比泽先生（Jean-François BIZET），他是一名无党派人士，在2020年的市政选举中获得了100%的支持率（无其他候选人）。
在2022年的法国总统大选中，法国第25任总统埃马纽埃尔·马克龙在拉斯蒂克堡获得了55.97%的支持率。

## 人口
2019年，拉斯蒂克堡市镇人口数量为865，在法国排名第11,106位。其中男性401人，女性464人，75岁及以上人口占16.7%，外籍人口数量为6人，人口密度为21人/平方公里，当地居民被称为（男性）或（女性）。2020年，拉斯蒂克堡境内出生6人，死亡人口23人。
| 拉斯蒂克堡1901年－2019年人口变化情况 |
|                                      |
| 数据来源：Cassini、INSEE             |

## 经济
拉斯蒂克堡是一个区域性的中心集镇。截止2022年8月，拉斯蒂克堡市镇范围内共有各类用人单位（包含自雇）200家，平均历史为21年，均为中小型企业（PME），2022年6月至8月间，当地的经济活力指数为0.5%。 （农业生产）是当地2021年营业额最高的企业，为5,722,861欧元。

## 财政与居民收入
2020年，拉斯蒂克堡的财政收入总额为921,350欧元，财政支出总额为711,550欧元，当年的债务总额为911,130欧元。2021年，拉斯蒂克堡市镇共获得275,348欧元的国家财政补助，比上一年增加了1.36%。
2020年，拉斯蒂克堡的人均月收入总额为1,745欧元，低于法国平均水平（2,303欧元）。
2018年，拉斯蒂克堡境内的青壮年（15至64岁）失业率为8.0%，当地51.8%的家庭拥有纳税资格，平均纳税1,363欧元，低于法国平均水平（3,910欧元）。

## 社会事务

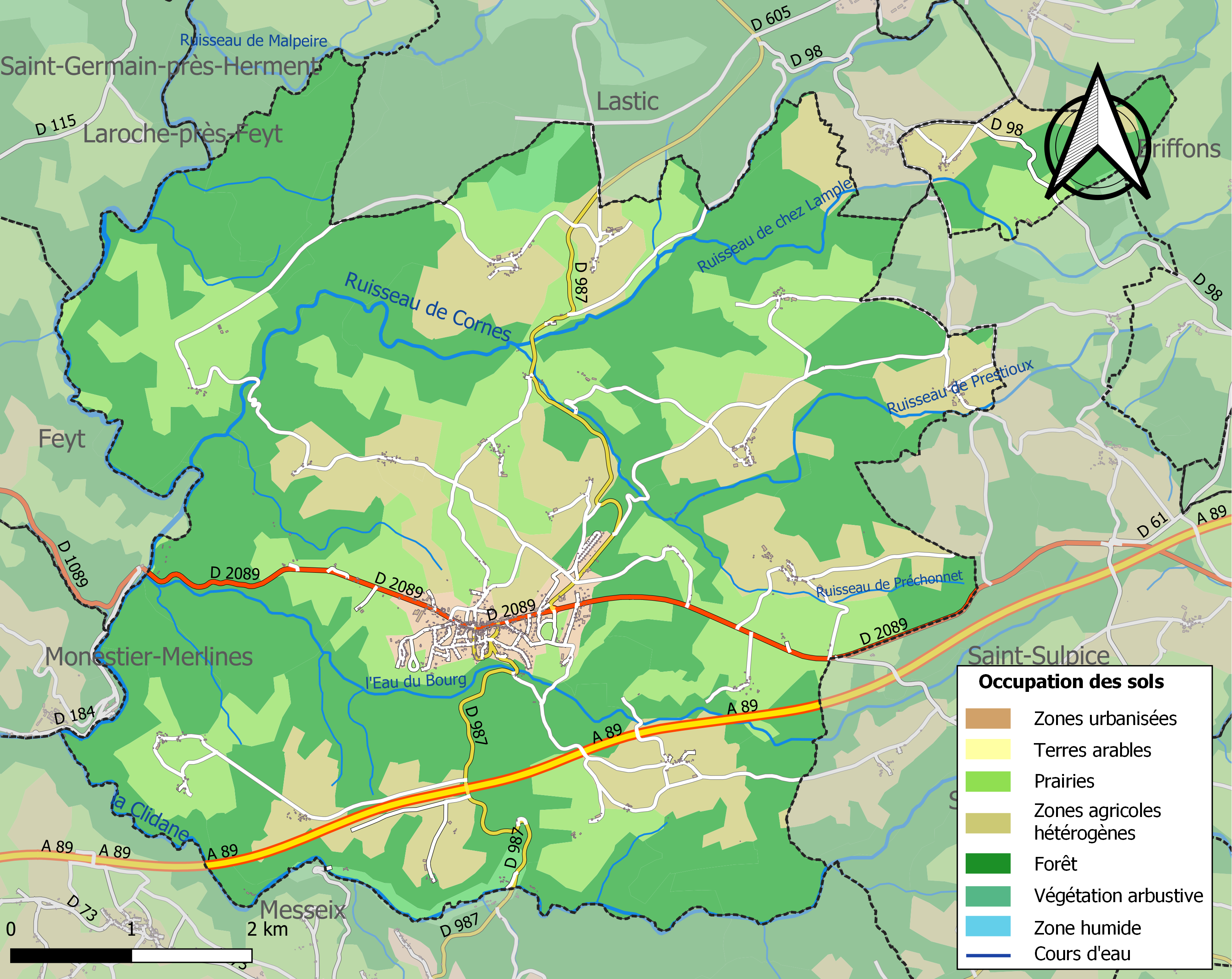
拉斯蒂克堡土地利用情况地图

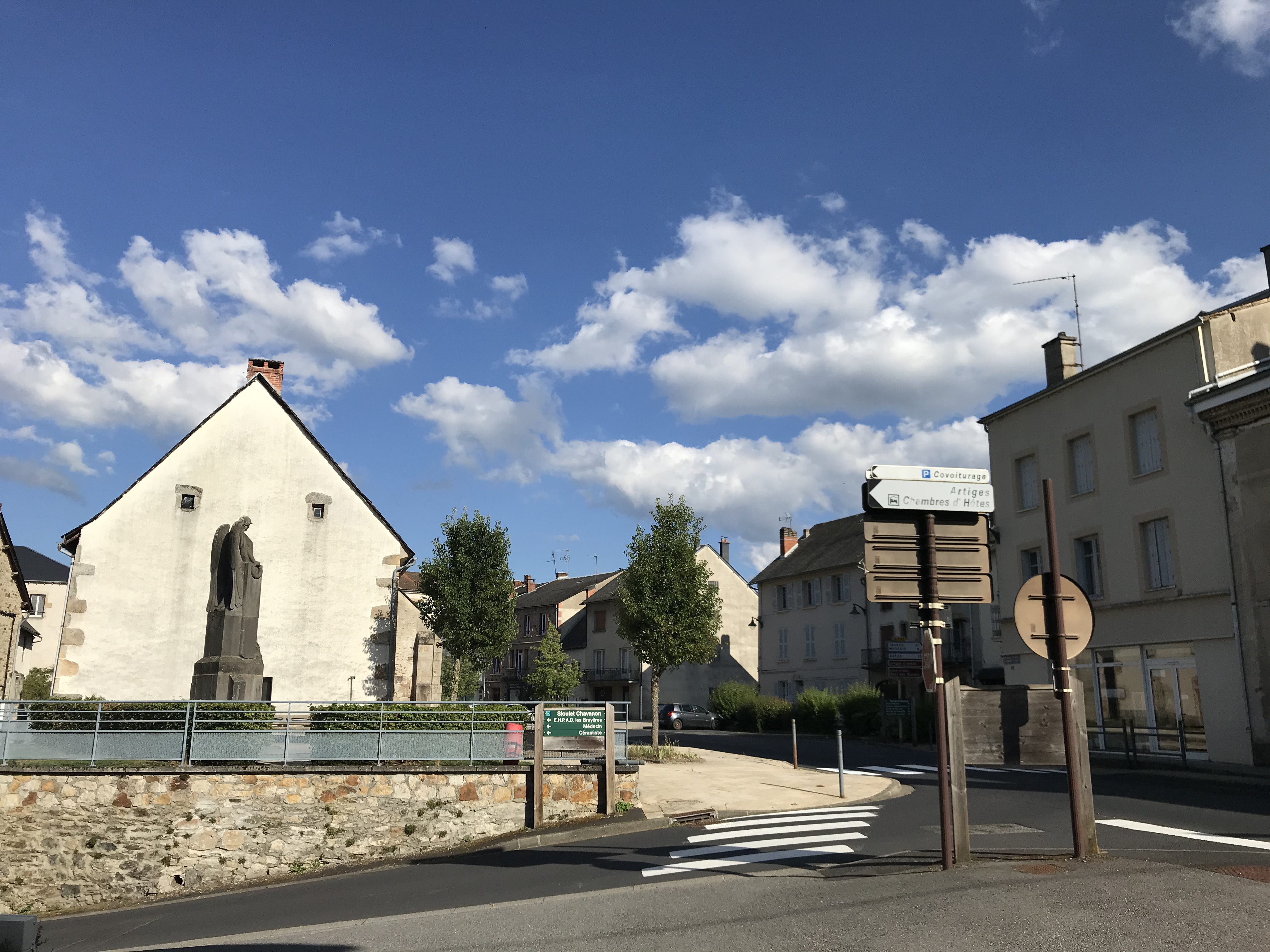
拉斯蒂克堡镇中心的教堂广场

### 教育
拉斯蒂克堡属于克莱蒙费朗学区。截止2020年1月1日，拉斯蒂克堡境内共有1所小学和1所初级中学。2018至2019学年度，拉斯蒂克堡境内共有在校中等教育阶段学生107名。

### 医疗
截止2020年1月1日，拉斯蒂克堡境内共有全科医生2名、保健师4名、护士3名。境内共有药房1家、养老院1家。
距离拉斯蒂克堡最近的区域性医疗机构为“埃居朗德地区中心医院”（Centre Hospitalier du Pays d'Eygurande），其主病区位于莫内斯捷梅利讷，距离拉斯蒂克堡市区的正常车程约7分钟，设有床位201个，是一个心理健康服务中心。

### 住房
2018年，拉斯蒂克堡境内共有各类住房616套，其中89.4%为独立式居民区，10.4%为集中式居民区。常住房屋占拉斯蒂克堡市镇范围内居民建筑总量的68.2%。
在住房保障政策方面，2020年，拉斯蒂克堡境内共有61户家庭获得了住房经济补助，受益人数占总人口数量的7.0%，其中55份为房租补助。

### 商业
2019年，拉斯蒂克堡境内共有各类实体商铺25家，其中餐厅4家、面包房2家、银行门店1家、美容美发店1家、汽车维修店6家。市区东部建有一家Intermarché购物商场。

### 体育
2020年，拉斯蒂克堡境内共有1间体育馆、2处网球场以及1处足球或橄榄球场。
截至2022年8月，默塞-拉斯蒂克堡体育联盟（US Messeix Bourg-Lastic，编号506522）是当地唯一的注册足球俱乐部，其主队2022至2023赛季参加多姆山省足球联赛乙组（法国第十级别），其主场为皮埃尔·沙萨尼球场（Stade Pierre Chassagny）。

### 环境
拉斯蒂克堡的环境事务由其所属的沙瓦农-孔布拉耶和火山市镇公共社区联合各级政府协调负责。2019年，拉斯蒂克堡境内暂无污染企业。

### 治安
2019年，拉斯蒂克堡市镇范围内有1处宪兵队。
拉斯蒂克堡及其附近的共145个市镇是伊苏瓦尔国家宪兵队（zone gendarmerie de Issoire）的管辖范围。2020年，该宪兵队累计记录各类案件2,229起，其中盗窃类案件1,104起，经济类案件395起，毒品交易类案件108起。

## 文化
2020年，拉斯蒂克堡境内暂无任何文化设施。

### 建筑
拉斯蒂克堡境内有多处历史建筑，其中拉斯蒂克堡圣法尔容教堂为法国国家文物保护单位，也是当地的地标性建筑物。

### 旅游
拉斯蒂克堡的旅游事务由其所属的沙瓦农-孔布拉耶和火山市镇公共社区负责。2021年，拉斯蒂克堡境内共有1家酒店共计7间房间。

### 媒体
法国主要的媒体均可在拉斯蒂克堡接收，法国电视三台下属的奥弗涅-罗讷-阿尔卑斯大区频道在部分时段播出拉斯蒂克堡所属区域的地方新闻。《山地报》、蓝色法兰西奥弗涅地区广播、Scoop广播等是当地主要的地方性媒体。

## 友好城市
截至2022年8月，拉斯蒂克堡暂未建立任何友好城市关系。